# Unidad Vecinal Matute
La Unidad Vecinal Matute, también conocida como Unidad Vecinal de Matute o simplemente Matute, es un barrio ubicado en el distrito de La Victoria, en la ciudad de Lima, capital del Perú.

## Historia
En 1937, el arquitecto Fernando Belaúnde Terry, futuro presidente del Perú, fundó la revista «El Arquitecto Peruano», quien tras haber estudiado en Miami y en Austin, vivió en la Ciudad de México en el mismo momento en que se empezaban a construir los primeros proyectos de vivienda popular, debido a la intensa migración rural.
En 1946, José Luis Bustamante y Rivero, presidente peruano de la época, creó la Corporación Nacional de Vivienda», en la que también participó Belaunde, que impulsó la construcción de siete unidades vecinales, cuatro de ellas en Lima y tres en el Callao, una de ellas, fue la Unidad Vecinal Matute.
La primera en ser construida fue la Unidad Vecinal N°3. Luego, se crean la Unidad Vecinal Mirones, las Unidades Vecinales de Angamos y Miraflores (en el distrito de Miraflores), la Unidad Vecinal Matute (en el distrito de La Victoria) y la Unidad Vecinal Rímac (en el distrito homónimo). 
Estas unidades sirvieron de inspiración para otros proyectos como la Residencial San Felipe (en Jesús María), que se construyó en los años 60, ya con edificios de mayor altitud y apuntando a una demanda de mayor poder adquisitivo. Asimismo, posteriormente se construirían las ciudades satélite de Santa Rosa y Ventanilla. 
La Unidad Vecinal de Matute tiene dos etapas, la primera fue encargada al arquitecto Santiago Augurto y la segunda fue desarrollada por el arquitecto Enrique Ciriani.

## Lugares destacados
- Institución Educativa Isabel la Católica[8]
- Complejo Deportivo IPD Piscina Matute[9]
- Parroquia San Ricardo[10]
- Campo de fútbol